# Royal Hawaiian Hotel
Le Royal Hawaiian Hotel, aussi connu sous le nom de Pink Palace of the Pacific en français : « palais rose du Pacifique » est un hôtel situé au 2259 Kalākaua Avenue à Honolulu sur l'île Oahu à Hawaï. 

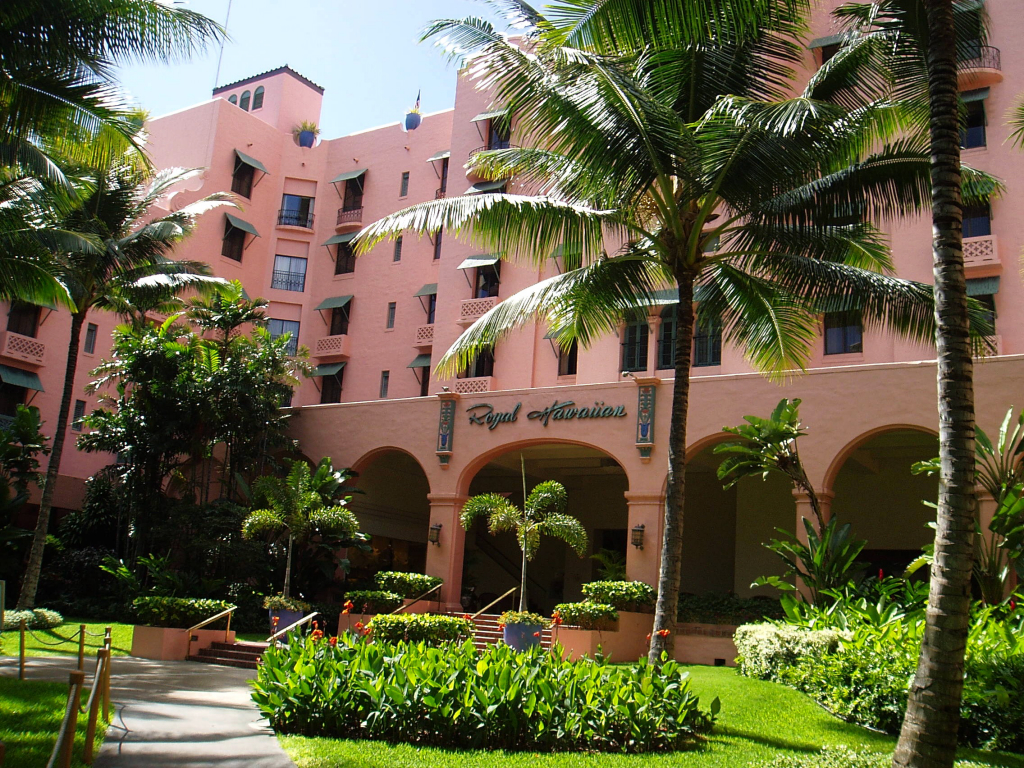
Starwood Sheraton Royal Hawaiian Hotel.

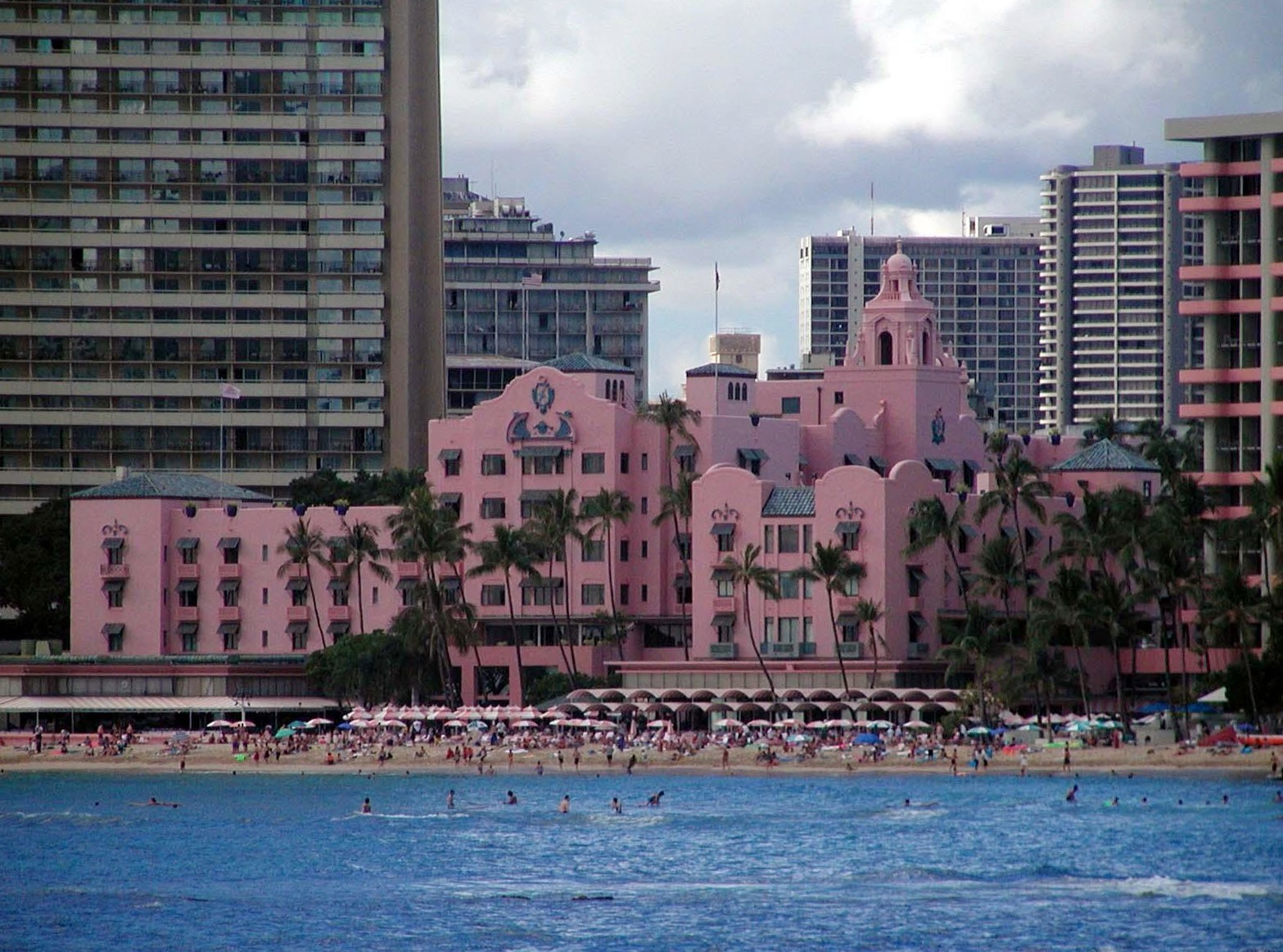
Le Royal Hawaiian Hotel vu de la mer.

Un des premiers hôtels construits dans Waikiki, le Royal Hawaiian Hotel est considéré comme un des hôtels étendards du tourisme à Hawaii. Il ouvrit ses portes le 1er février 1927 et devint rapidement une icône de l'âge d'or d'Hawaï. Il fut un temps la résidence du président américain Franklin D. Roosevelt ce qui lui valut le surnom de Western White House. Durant la guerre, il fut fermé au public et servit de lieu de détente pour les équipages des sous-marins américains. 
Son bar est célèbre pour avoir lancé le cocktail Shirley Temple (titre disputée avec le restaurant Chasen's de Beverley Hills). 
L'hôtel a été fermé les 6 derniers mois de 2008 pour une rénovation complète. Sa réouverture est prévue pour le 1er janvier 2009, devenant un des hôtels de la division luxe de la société Starwood Hotels & Resorts Worldwide.
Le Royal Hawaiian Hotel est un Historic Landmark de l'État d'Hawaii.
Il accueille la famille Kyle de la série iconique Ma famille d’abord durant 3 épisodes en 2002.

## Source
- (en) Cet article est partiellement ou en totalité issu de l’article de Wikipédia en anglais intitulé « Royal Hawaiian Hotel » (voir la liste des auteurs).